# Woensdrecht
Woensdrecht (anhörenⓘ) ist ein Ort und eine Gemeinde in der niederländischen Provinz Noord-Brabant. Die Gemeinde zählt 22.194 Einwohner (Stand 1. Januar 2025, Quelle: CBS) und hat eine Fläche von 91,97 km².
Vor Entstehung der neuen Gemeinde Woensdrecht am 1. Januar 1997 gab es eine kleinere Gemeinde gleichen Namens. Die Fläche dieser Gemeinde betrug 33,25 km². Die drei Teilgemeinden, die damals hinzukamen, sind Ossendrecht, Huijbergen und Putte.
Der Name Woensdrecht geht auf den Hauptgott Wodan aus der Germanischen Mythologie zurück. Damit hat der Ortsname eine ähnliche Etymologie wie Woensel (Wodanswald) bei Eindhoven.
Auf dem Gemeindegebiet befindet sich ein Flughafen (IATA-Code: WOE), der unter dem Namen Militärflugplatz Woensdrecht auch einen von den Niederländischen Luftstreitkräften betriebenen militärischen Teil hat. Hauptsächlich ist er aber durch einen Betrieb für Flugzeuglagerung und -verwertung bekannt. Ähnliche Betriebe befinden sich auf dem Flugplatz Ahlhorn (Deutschland) und dem Mojave Air & Space Port in der Mojave-Wüste (USA).

## Dörfer
- Woensdrecht
- Hoogerheide (Sitz der Gemeindeverwaltung)
- Huijbergen
- Ossendrecht
- Putte

## Lage der Grenzgemeinde
| \| Woensdrecht \| |
| Woensdrecht       |

Nebenstehende Karte zeigt die Lage von Woensdrecht im Vergleich zur Provinz Antwerpen des Nachbarlandes Belgien, das in einem dunklen Gelb eingefärbt ist, während die Niederlande grau dargestellt sind.
Im Süden ist bereits ein Grenzstreifen zum Gebiet der Stadt Antwerpen, im Bereich des Hafens. Die zweitgrößte belgische Nachbargemeinde ist Kapellen.
Auf der Karte von Nordbrabant im Kasten rechts oben sind die Gemeinden der Provinz dunkelgrau; im Norden grenzt Bergen op Zoom an Woensdrecht. Die Nachbargemeinde im Westen liegt in der Provinz Zeeland und heißt Reimerswaal (hellgrau).

## Politik
Die Lokalpartei Algemeen Belang Zuidwesthoek gewann die letzte Kommunalwahl im Jahr 2022 und konnte damit ihren Stimmanteil aus dem Jahr 2018 um etwa 3,3 Prozentpunkte anheben.

### Gemeinderat
In Woensdrecht kommt der Gemeinderat seit 1982 wie folgt zustande:
| Partei                           | Sitze a | Sitze a | Sitze a | Sitze a | Sitze a | Sitze a | Sitze a | Sitze a | Sitze a | Sitze a | Sitze a | Sitze a |
| Partei                           | 1982    | 1986    | 1990    | 1994    | 1996 b  | 1999    | 2002    | 2006    | 2010    | 2014    | 2018    | 2022    |
| -------------------------------- | ------- | ------- | ------- | ------- | ------- | ------- | ------- | ------- | ------- | ------- | ------- | ------- |
| Algemeen Belang Zuidwesthoek c   | –       | –       | –       | –       | 9       | 8       | 8       | 5       | 6       | 7       | 7       | 8       |
| CDA                              | 4       | 4       | 4       | 3       | 5       | 4       | 5       | 4       | 4       | 3       | 4       | 4       |
| D66                              | –       | –       | –       | –       | 1       | 1       | 2       | 3       | 2       | 2       | 2       | 2       |
| Alle Kernen Troef                | –       | –       | –       | –       | –       | –       | –       | –       | 1       | 2       | 2       | 2       |
| VVD                              | 3       | 2       | 2       | 3       | 2       | 4       | 2       | 2       | 3       | 3       | 2       | 2       |
| PvdA                             | 2       | 3       | 3       | 2       | 2       | 2       | 2       | 5       | 3       | 2       | 2       | 1       |
| Algemeen Woensdrechts Belang c d | –       | –       | 6       | 7       | –       | –       | –       | –       | –       | –       | –       | –       |
| Algemeen Belang d                | 4       | 3       | –       | –       | –       | –       | –       | –       | –       | –       | –       | –       |
| Woensdrechtse Volkspartij d e    | 0       | 1       | –       | –       | –       | –       | –       | –       | –       | –       | –       | –       |
| Gesamt                           | 13      | 13      | 15      | 15      | 19      | 19      | 19      | 19      | 19      | 19      | 19      | 19      |

Anmerkungen